# Unione della Gioventù Rivoluzionaria del Popolo Lao
L’Unione della Gioventù Rivoluzionaria del Popolo Lao  (in lao: ສູນກາງຊາວໜຸ່ມປະຊາຊົນປະຕິວັດລາວ Sunkang sauanum Pasason Pativat Lao) è un'organizzazione di massa in Laos, dedicata alla mobilitazione della gioventù laotiana in tutto il paese per contribuire allo sviluppo nazionale. È l'ala giovanile del Partito Rivoluzionario del Popolo Lao.
L'organizzazione è nata nel 1955 come l’Associazione dei giovani combattenti e ora conta 243,500 membri registrati tra l'età di 15 e 30 anni. L'Unione è particolarmente attiva nel campo dell'informazione, dei media, dell'intrattenimento, l'arte e la musica. Opera a livello di centro, di provincia, di municipalità, di distretto e di villaggio e coopera con paesi stranieri e organizzazioni giovanili internazionali.
L'Unione possiede un dipartimento della stampa e dei media elettronici: pubblica i giornali Nok Hien Bin e Noum Lao e programma attività televisive e radiofoniche per i giovani.